# بيلوبيليا
بيلوبيليا (Білопілля) هي مدينة في مقاطعة سومسكا في أوكرانيا.
يبلغ عدد سكانها حوالي 17308 نسمة.

## معرض صور

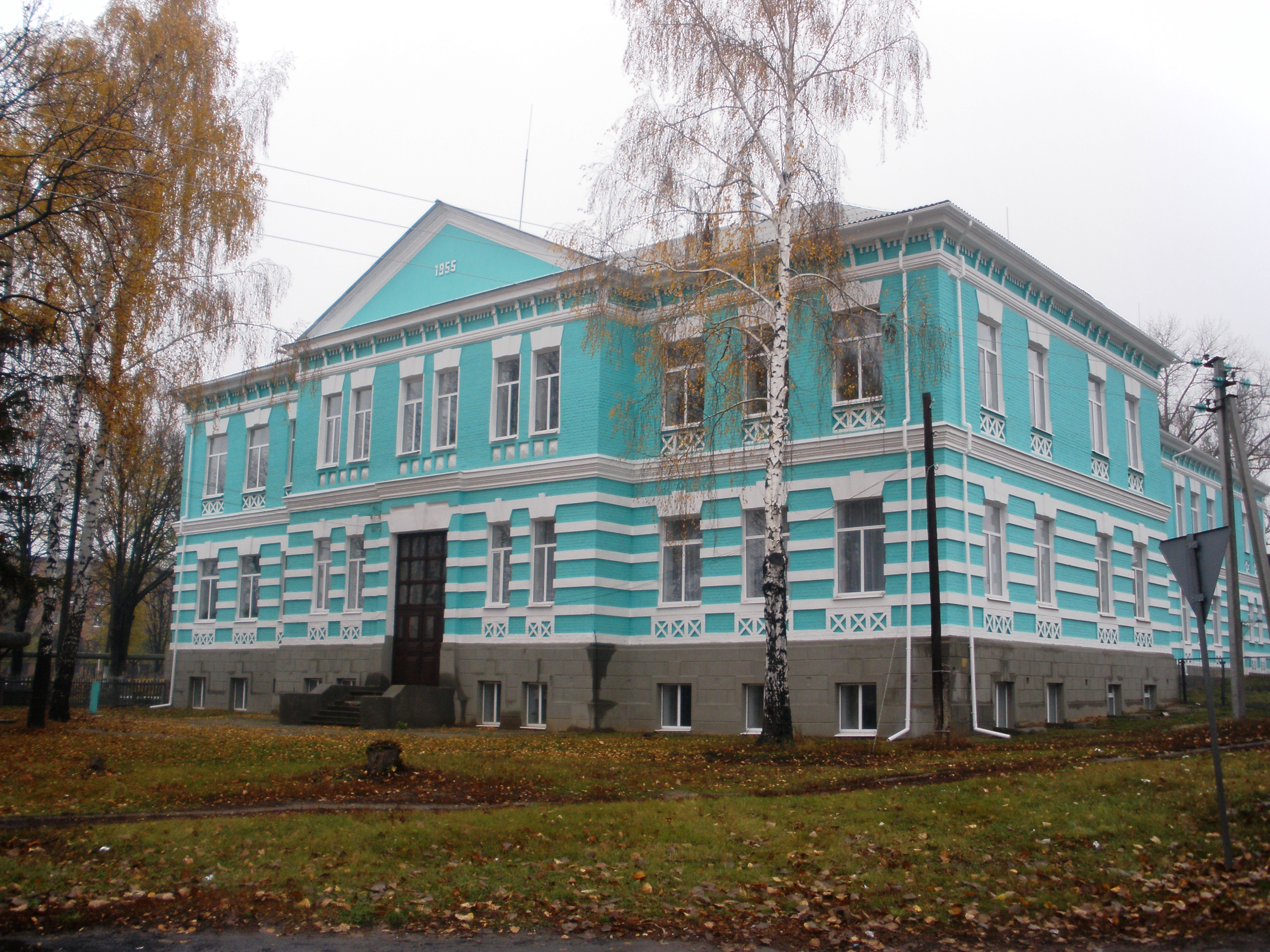
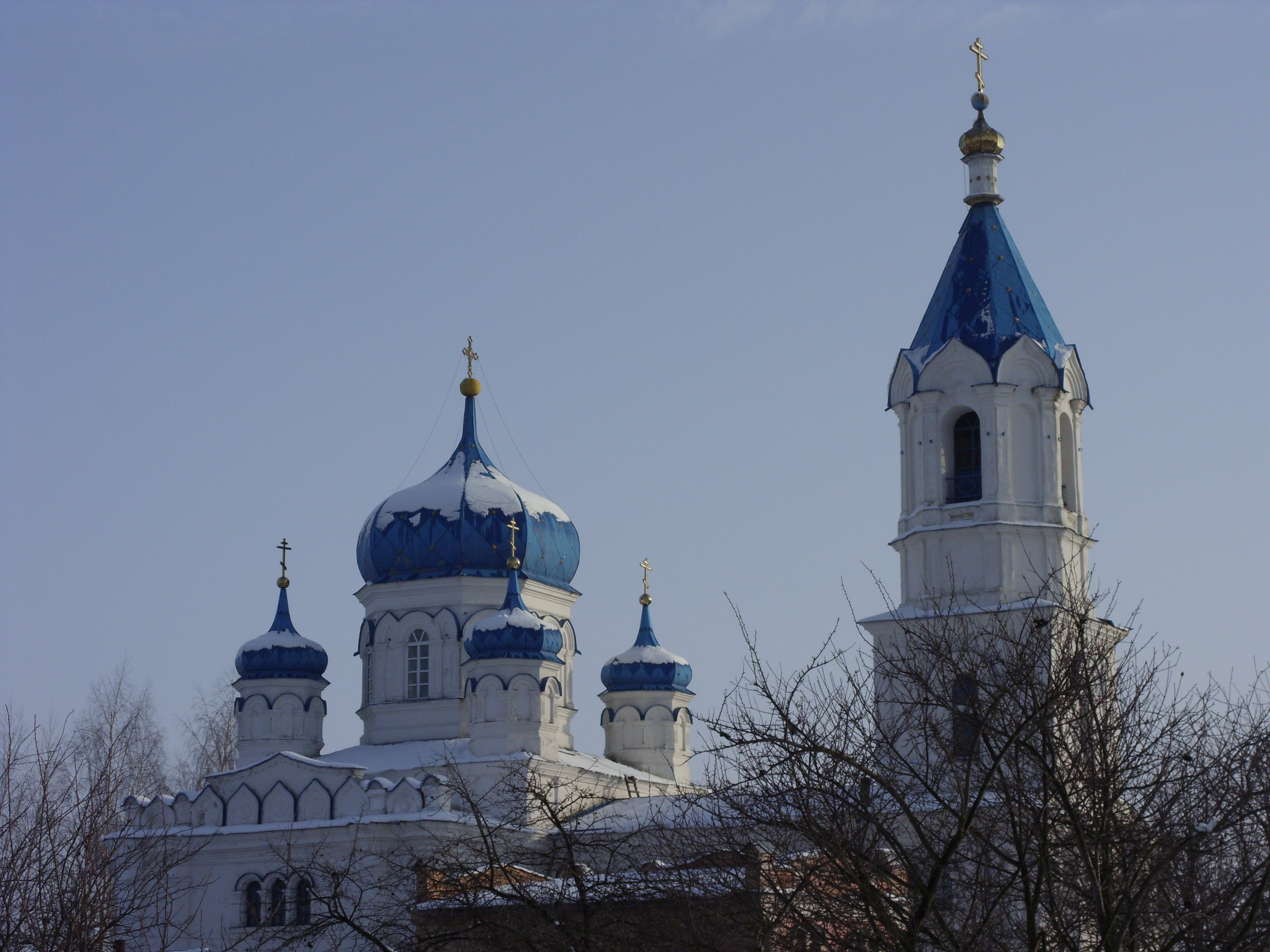
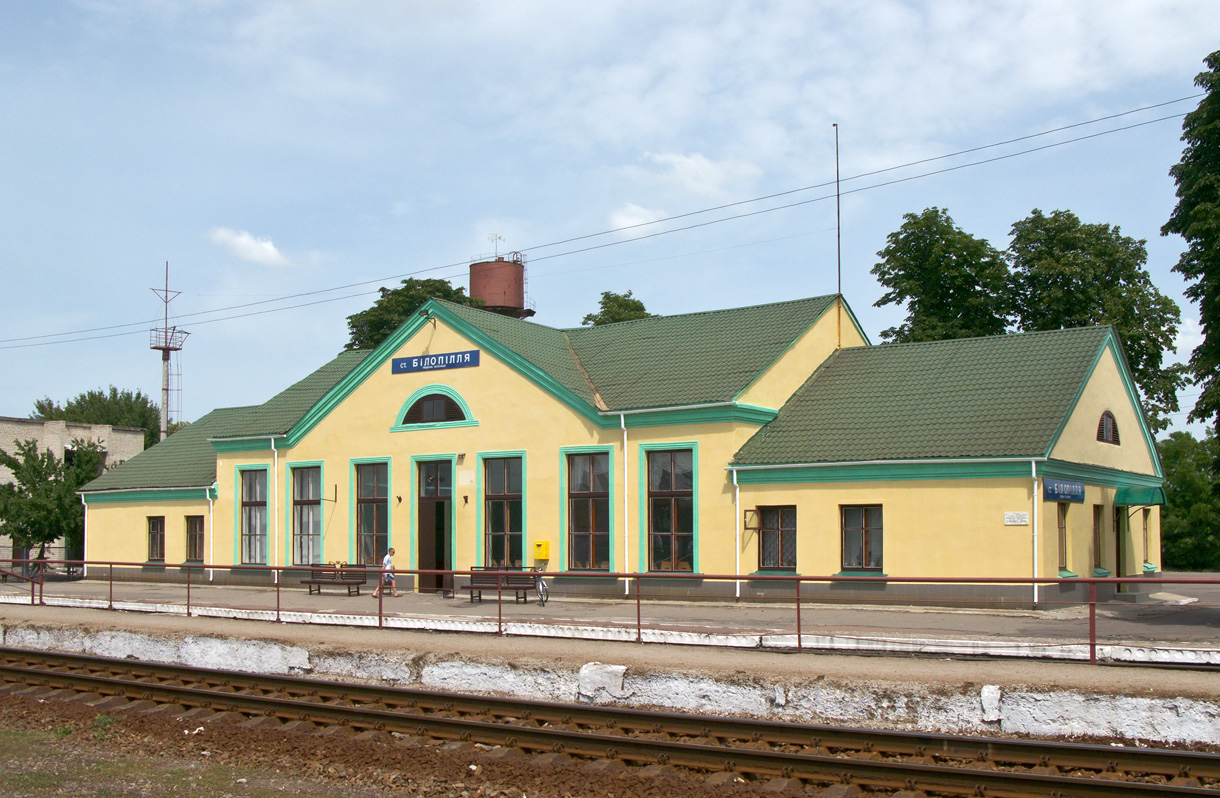
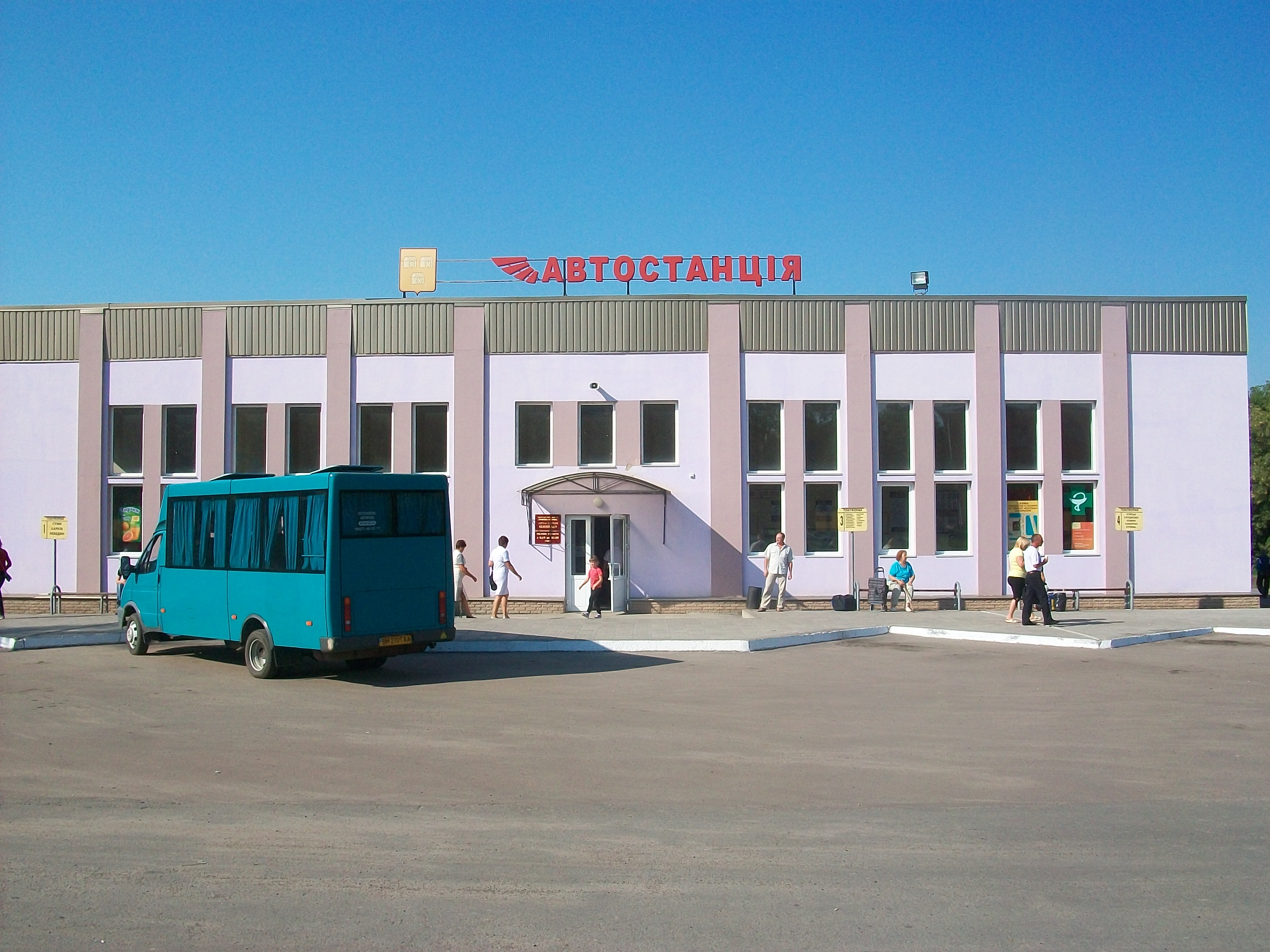

## أعلام
- يوري بيلونوج